# Karl Franz Christian Wagner
Karl Franz Christian Wagner (* 18. November 1760 in Helmstedt; † 10. Juni 1847 in Marburg) war ein deutscher Germanist, Hochschullehrer und Altphilologe.

## Leben
Wagner war der Sohn eines Schulrektors, der von Helmstedt über Braunschweig nach Osnabrück versetzt worden war. Daher wuchs er in Osnabrück auf und besuchte die dortige Schule. 1779 begann er an der Universität Helmstedt ein Studium der Theologie, wobei er zusätzlich Vorlesungen in den Bereichen Geschichte, Philosophie sowie französische, italienische und englische Literatur besuchte. Ab 1781 studierte er in Göttingen Philosophie und war anschließend als Hauslehrer für eine italienische Adelsfamilie tätig. Diese begleitete er auf ihren Reisen nach England und Frankreich. 1789 promovierte Wagner in Helmstedt zum Dr. phil. (Doktor der Philosophie).
Nach einer kurzzeitigen Tätigkeit als Privatdozent in Göttingen trat Wagner im Herbst 1789 eine Stelle als Hofmeister am Collegium Carolinum in Braunschweig an. Dort wurde er im Jahr 1792 zum Professor für deutsche Sprache und Literatur ernannt. Er hielt zudem Vorlesungen über die griechische, römische und englische Literatur. In dieser Zeit verfasste er einige Beiträge und Übersetzungen, insbesondere zu pädagogischen und didaktischen Themen. Er bemühte sich darum, die moderne englische Sprache im Unterricht gegenüber dem Französischen zu etablieren. Im Jahr 1810 ging Wagner an die Philipps-Universität in Marburg, wo er bis 1834 als Professor für lateinische Rhetorik tätig war. 1839 wurde er zum Geheimrat ernannt.
Wegen seiner Verdienste für die Stadt Marburg wurde er am 9. Dezember 1834 zu deren Ehrenbürger ernannt.

## Werke (Auswahl)
- Die parische Chronik. Vandenhoeck und Ruprecht, Göttingen 1790, (online).
- Versuch einer vollständigen Anweisung zu der Englischen Aussprache. Schulbuchhandlung, Braunschweig 1794 (online).
- Die Lehre von dem Accent der griechischen Sprache. Verlag Fleckeisen, Helmstedt 1807, OCLC 4457448.
- Aufsätze zum Uebertragen ins Lateinische für Geübtere. Schulbuchhandlung, Braunschweig 1820, OCLC 257556510.
- Kritische, grammatische und erklärende Anmerkungen zum Tom Jones von Fielding. Verlag Joh. Christ. Krieger und Comp., Marburg 1824, OCLC 56528558.
- The vicar of Wakefield:…. Oliver Goldsmith, Sir Walter Scott, Karl Franz Christian Wagner, Verlag Joh. Christ. Krieger und Comp., Marburg 1828, OCLC 10381602.
- Neue Vollständige und die möglichste Erleichterung des Unterrichts bezweckende englische Sprachlehre für die Deutschen. Verlag der Schulbuchhandlung, Braunschweig 1839, (online).
- Theoretisch-Praktische Schulgrammatik der Englischen Sprache für jüngere Anfänger. Vieweg & Sohn, Braunschweig 1843, OCLC 780103774.
- Grammatik der englischen Sprache. F. Vieweg, Braunschweig 1857 (6. Auflage), OCLC 31160982.